# Castres Olympique
Il Castres Olympique è un club francese di rugby a 15 che milita nel Top 14.
Fondato nel 1906, vanta 5 titoli di campione di Francia, il più recente nel 2018.
Gioca le proprie partite allo Stade Pierre Fabre, uno dei più piccoli nella Top 14 con una capacità di 12.500. Indossa divise di colore blu e bianco.

## Storia
Nel 1898 diversi ex studenti del collegio collège di Castres (oggi collège Jean-Jaurès) si incontrarono in un bar del centro città, in Place Nationale (oggi ribattezzata Place Jean-Jaurès), e decisero di creare una squadra di rugby. Per i primi anni questa squadra ha fatto parte di una polisportiva fino al 1906, quando insoddisfatti dello scarso peso decisorio all'interno del club, i membri della sezione di rugby decisero di abbandonare la polisportiva e creare un club indipendente. Nacque il Castres Olympique e i suoi colori furono cambiati da giallo e nero all'attuale blu, bianco e grigio.
In soli 15 anni il club raggiunse il vertice delle competizioni nazionali diventando uno dei club con più apparizioni nella massima serie.
Nel 1948 al Parc Lescure di Bordeaux, il Castres conquistò il primo trofeo con una vittoria nella Coupe de France contro i futuri campioni nazionali del Lourdes per 6-0.
Questa vittoria segna l'inizio dei tre anni, tra il 1948 e il 1950, più ricco di successi: nel 1948-49 vinse il suo primo titolo di campione di Francia battendo lo in finale Mont-de-Marsan per 14 a 3 grazie a tre mete (Jean Matheu, René Coll e Armand Balent).
La stagione successiva il secondo titolo consecutivo giunse battendo il Racing Club 11 a 8 grazie a 3 mete (Armand Balent, Jean Matheu e Robert Espanol).
A partire dagli anni '60 il club ebbe stagioni mediocri ed un costante declino fino a quando nel 1988 l'imprenditore farmaceutico Pierre Fabre, decise di rilevare il club e riportarlo al suo antico splendore.
Il campionato 1992-93 venne vinto da Castres che batté 14-11 Grenoble, ma la finale divenne famosa per un clamoroso errore arbitrale: Gary Whetton marcò la meta decisiva per Castres ma il difensore del Grenoble Franck Hueber aveva toccato per primo la palla nell'area di meta, nonostante ciò l'arbitro Daniel Salles assegnò la meta. Questo errore consegnò il terzo titolo a Castres. Salles ammatterà l'errore 13 anni dopo.
Due anni dopo (1994-95) fu di nuovo finale ma questa volta dovette arrendersi ai campioni in carica del Tolosa.
Nel campionato 2012-13 l'inaspettata finale consegna a Castres il quarto titolo battendo i campioni d'Europa di Tolone 19-14. L'anno successivo, dopo un sesto posto la fase regolare ed aver battuto Clermont e Montpellier ai play-off, in finale si ripeté il confronto con i provenzali che però ebbero la meglio per 18-10.
Castres conquistò il quinto Bouclier de Brennus nel 2017-18, contro il Montpellier col punteggio del 29-13, dopo aver battuto lo Tolosa e Racing 92 ai play-off. Questa è la prima volta che una squadra classificata sesta nella stagione regolare vince il titolo.

## Stadio
Lo Stadio Pierre Fabre è lo stadio utilizzato dal Castres Olimpique. Inaugurato nel 1907, dal 1957 portava il nome di Jean Pierre-Antoine, giocatore di club che morì all'età di 35 anni a causa di un infortunio alla testa durante una partita allo Stade Ponts Jumeaux di Tolosa contro il Montréjeau.
Il 20 luglio 2013 morì il proprietario del team, Pierre Fabre, in sua memoria lo stadio è stato ribattezzato col suo nome durante la cerimonie in occasione della partita di Castres con Montpellier il 9 settembre 2017.

## Allenatori e presidenti
- 1906-1934  ...
- 1934-1935  Henri Pistre
- 1935-1948  ...
- 1948-1956  Antonin Barbazanges
- 1956-1979  ...
- 1979-1980  Gérard Cholley
- 1980-1981  Claude Gonzales
- 1981-1982  Daniel Amalric
- 1982-1983  Jacques Cabrol
- 1988-1994  Alain Gaillard
- 1994-1995  Jean-Marie Barsalou e  Thierry Merlos
- 1995-1996  Christian Déléris e  Jean-Marc Foucras
- 1996-1998  Christian Gajan
- 1998-2000  Alain Gaillard
- 2000-2001  Jean-François Beltran
- 2001-2002  Rémi Trémoulet e  Jean-François Beltran
- 2002-2005  Christian Gajan
- 2005-2007  Laurent Seigne
- 2007  Ugo Mola e  Mauricio Reggiardo
- :  Ugo Mola e  Jeremy Davidson
- 2007-2009  Alain Gaillard
- 2009-2013  Laurent Labit e  Laurent Travers
- 2013-2015  Matthias Rolland
- 2015-2019  Christophe Urios
- 2019-  Mauricio Reggiardo

- 1906-1909  Eugène Agert
- 1909-1919  Maurice Saulieres
- 1919-1920  Louis Perrot
- 1920-1924  Joseph Sage
- 1924-1925  Gabriel Revellat
- 1925-1927  Étienne Carriol
- 1927-1939  Gaudérique Llech
- 1939-1942  Henri Delmas
- 1942-1958  Roger Gabarrou
- 1958-1959  Robert Sizaire
- 1959-1960  Robert Bousquet
- 1960-1964  Roger Gabarrou
- 1964-1980  Robert Larroque
- 1980-1983  Jean Matheu-Cambas
- 1983-1988  Georges Beauville
- 1988-2008  Pierre-Yves Revol
- 2008-2010  Jean-Philippe Swiadek
- 2010-2013  Michel Dhomps
- 2014-	 Pierre-Yves Revol

## Palmarès
- Campionati francesi: 5
1948-49, 1949-50, 1992-93, 2012-13, 2017-18
- Coppe di Francia: 1
1947-48
- European Shield: 1
2002-03